# HD 269810
HD 269810 또는 R122는 대마젤란 은하 NGC 2029 성단 내에 있는 O형 거성이다. 이 항성의 분광형은 매우 희귀한 O2로 헤르츠스프룽-러셀 도표의 좌측 최 상단 자리에 자리한다.

## 상세 설명
1995년 허블 우주 망원경의 관측에서는 이 별의 질량이 태양의 190배로 에딩턴 한계를 깨는 수준으로 인식했으나 이후 태양의 130배 정도로 밝혀졌다. 분광형 표기는 O2III(f*)인데, O2는 지금까지 밝혀진 항성 분광형 중 가장 뜨거운 값으로 대략 52500 켈빈이다. III는 광도 분류 상 거성으로 주계열 단계를 벗어나 죽어가는 과정에 있음을 뜻하며 (f*)는 분광 스펙트럼에 강한 NIII 방출선과 이보다 강한 NNIV 방출선, 약한 HeNII 방출선이 나타난다는 뜻이다. 큰 질량에 비해 반지름은 태양의 18배 정도밖에 되지 않는다. 그러나 뜨거운 온도 때문에 밝기는 태양의 220만 배나 된다. 이처럼 강력한 에너지를 내기 때문에 HD 269810은 매년 태양 질량의 100만 분의 1을 항성풍 형태로 우주로 날려 보내고 있으며 바람 속도는 초당 3750킬로미터에 이른다.

## 최후
대마젤란 은하의 별들의 평균 중원소 함량에 질량은 태양의 약 130배 정도를 가정할 경우 이 정도로 무거운 항성은 강력한 대류 및 회전 혼합 과정 때문에 내부 구조가 거의 균질한 상태로 유지된다. 이런 별은 중심 핵에서 수소를 태우는 동안에도 표면에 헬륨과 질소가 풍부하게 검출된다. HD 269810은 질량을 잃고 부풀어 오르면서 자전 속도가 급격히 감소하기 때문에 중심핵이 붕괴되는 단계에 이르더라도 감마선 폭발을 일으키지는 않을 것이다. 이런 별들은 울프-레이에 별로 진화하여 WN, WC, WO 단계를 거친 뒤 Ic형 초신성 폭발로 생을 마감, 블랙홀을 남길 것이다. 무거운 질량만큼 생애는 짧아 대략 2000만 년 밖에 되지 않을 것이다. 일생 중 대부분의 기간을 O형 분광형으로 지내다가 막판에 잠깐 동안 WR형 (울프-레이에별) 스펙트럼을 보여줄 것이다.

## 참고 문헌
- (영어) 《SIMBAD》 HD 269810 -- Emission-line Star
- (영어) 《Astronomie: Die Sterne》 HDE 269810
- (영어) 《Hubblesite》 Heaviest Known Star Observed from Space
- (영어) TABLE 1: STELLAR AND OBSERVATIONAL DATA FOR THE SPECTRA ILLUSTRATED